# Johann Löhr (Politiker)
Johann Löhr (* 8. August 1772 in Montabaur; † 21. Mai 1841 ebenda) war ein deutscher Schultheiß und Mitglied des Nassauischen Landtags.

## Leben
Johann Löhr wurde als Sohn des Stadtkämmerers und Kaufmanns Jacob Löhr († 1805) und dessen Ehefrau Anna Margaretha Göbel († 1794) geboren. 
Er war in Montabaur als Stadtschultheiß (heute Bürgermeister) und in der Amtsarmenkommission tätig.
Er kam 1822 als Nachfolger von Carl von Ibell in die Deputiertenkammer des Nassauischen Landtags, wo er bis 1832 ein Mandat besaß. Er ist aus der Gruppe der Grundbesitzer des Wahlkreises Weilburg gewählt worden.